# アンジュデジール
アンジュデジールは、日本の競走馬。2018年のJBCレディスクラシックに優勝した。
馬名の意味はフランス語で天使の欲望から。

## 経歴

### 2歳（2016年）
6月25日函館の新馬戦に1番人気に推されてのデビューであったが、ロイヤルメジャーの2着に敗れる。続く7月31日の2歳未勝利戦は1番人気に応えて初勝利を飾る。休養を挟み、12月11日中京のこうやまき賞はペルシアンナイトの5着に終わり、この年を終える。

### 3歳（2017年）
2月18日京都の3歳500万下は5着、続くフィリーズレビューでは13着と惨敗。芝に見切りをつけダートに新天地を求めて挑んだ4月23日京都の3歳500万下はファームフェイスの2着に入る。5月13日東京の3歳500万下では横山典弘との初コンビを組み2勝目を飾る。6月の関東オークスではクイーンマンボの2着に敗れるも、7月のスパーキングレディーカップは道中好位で追走すると直線で馬場のインから抜け出し、ララベル1馬身半差をつけ重賞初制覇を果たした。秋に入り、レディスプレリュードは3着、JBCレディスクラシックは5着、そして年末のクイーン賞は2着と勝ちきれないレースが続いた。

### 4歳（2018年）
4歳初戦となったエンプレス杯は中団追走から直線で外に持ち出すと最後はプリンシアコメータを差し切って重賞2勝目を挙げる。続くマリーンカップは好スタートからハナを奪い軽快に逃げると最後はクイーンマンボの追撃を振り切って重賞3勝目となる。その後、8月のエルムステークスは5着、10月のレディスプレリュードは4着と勝ちきれないレースが続いたが、11月4日のJBCレディスクラシックでは大外枠からの出走ながらスタート間もなく最内に進路を取ると好位追走から直線で脚を伸ばして先頭に立ち、最後はラビットランとの激しいたたき合いを差し返す格好でアタマ差制してJpnI初制覇を飾る。実績が芝に特化していたディープインパクト産駒としては初のGI級ダート競走の勝ち馬となった。年内最後のレースとなったチャンピオンズカップは、一線級の牡馬と渡り合い4着に入線した。

### 5歳（2019年）
フェブラリーステークスに向けての前哨戦東海ステークスでは歩様に異常を感じた鞍上の横山典弘が直線で追うのを止め、ブービーの12着で入線。横山は「見ての通り。何もなければいいが…」と状態を案じた。その後、2度のレントゲン検査では異常が見られなかったが、3度目の検査で左前脚に軽度の骨折が判明。フェブラリーステークスは回避して放牧へ出されることになった。昆貢調教師は「1～2か月で治るようなものだと思う」と軽傷を強調した。しかし、レースに復帰することなく、2019年11月20日付けで競走馬登録を抹消し、現役を引退した。引退後は生まれ故郷の辻牧場で繁殖入りする。

## 競走成績
| 競走日     | 競馬場 | 競走名                | 格      | 距離（馬場）  | 頭 数 | 枠 番 | 馬 番 | オッズ （人気） | 着順 | タイム （上がり3F） | 着差 | 騎手      | 斤量 [kg] | 1着馬（2着馬）         | 馬体重 [kg] |
| ---------- | ------ | --------------------- | ------- | ------------- | ----- | ----- | ----- | --------------- | ---- | ------------------- | ---- | --------- | --------- | ---------------------- | ----------- |
| 2016.06.25 | 函館   | 2歳新馬               |         | 芝1200m（稍） | 16    | 7     | 13    | 003.00（1人）   | 02着 | R1:10.6（36.5）     | -0.4 | 0四位洋文 | 54        | ロイヤルメジャー       | 460         |
| 0000.07.31 | 札幌   | 2歳未勝利             |         | 芝1200m（良） | 9     | 8     | 8     | 001.10（1人）   | 01着 | R1:10.6（34.7）     | -0.2 | 0四位洋文 | 54        | （ジェイケイマヤヒメ） | 462         |
| 0000.12.11 | 中京   | こうやまき賞          | 500万下 | 芝1600m（良） | 13    | 1     | 1     | 021.90（6人）   | 05着 | R1:35.9（34.0）     | -0.5 | 0太宰啓介 | 54        | ペルシアンナイト       | 468         |
| 2017.02.18 | 京都   | 3歳500万下            |         | 芝1400m（稍） | 14    | 8     | 14    | 005.70（3人）   | 05着 | R1:24.1（34.6）     | -0.5 | 0岩田康誠 | 54        | ベルカプリ             | 476         |
| 0000.03.12 | 阪神   | フィリーズレビュー    | GII     | 芝1400m（良） | 18    | 8     | 18    | 131.7（15人）   | 13着 | R1:22.3（36.1）     | -1.3 | 0鮫島良太 | 54        | カラクレナイ           | 474         |
| 0000.04.23 | 京都   | 3歳500万下            |         | ダ1400m（良） | 16    | 7     | 13    | 008.70（4人）   | 02着 | R1:24.5（37.8）     | -0.3 | 0太宰啓介 | 54        | ファームフェイス       | 474         |
| 0000.05.13 | 東京   | 3歳500万下            |         | ダ1600m（重） | 16    | 1     | 2     | 003.90（2人）   | 01着 | R1:35.8（37.0）     | -0.6 | 0横山典弘 | 54        | （アポロマーキュリー） | 470         |
| 0000.06.14 | 川崎   | 関東オークス          | JpnII   | ダ2100m（重） | 13    | 5     | 6     | 004.30（3人）   | 02着 | R2:19.9（39.0）     | -0.9 | 0横山典弘 | 54        | クイーンマンボ         | 470         |
| 0000.07.06 | 川崎   | スパーキングレディーC | JpnIII  | ダ1600m（稍） | 12    | 6     | 7     | 004.40（2人）   | 01着 | R1:41.6（38.5）     | -0.3 | 0横山典弘 | 52        | （ララベル）           | 468         |
| 0000.10.05 | 大井   | レディスプレリュード  | JpnII   | ダ1800m（良） | 16    | 5     | 10    | 005.50（3人）   | 03着 | R1:54.7（39.8）     | -1.6 | 0横山典弘 | 53        | クイーンマンボ         | 479         |
| 0000.11.03 | 大井   | JBCレディスクラシック | JpnI    | ダ1800m（重） | 15    | 4     | 7     | 004.30（2人）   | 05着 | R1:55.2（39.7）     | -1.0 | 0横山典弘 | 53        | ララベル               | 478         |
| 0000.12.06 | 船橋   | クイーン賞            | JpnIII  | ダ1800m（良） | 9     | 5     | 5     | 004.10（2人）   | 02着 | R1:52.4（38.3）     | -0.6 | 0横山典弘 | 54        | プリンシアコメータ     | 473         |
| 2018.02.28 | 川崎   | エンプレス杯          | JpnII   | ダ2100m（良） | 11    | 1     | 1     | 004.90（4人）   | 01着 | R2:16.3（39.4）     | -0.2 | 0横山典弘 | 54        | （プリンシアコメータ） | 469         |
| 0000.04.11 | 船橋   | マリーンC             | JpnIII  | ダ1600m（良） | 12    | 6     | 7     | 003.70（2人）   | 01着 | R1:41.2（37.4）     | -0.1 | 0横山典弘 | 57        | （クイーンマンボ）     | 467         |
| 0000.08.12 | 札幌   | エルムS               | GIII    | ダ1700m（重） | 14    | 3     | 4     | 017.70（7人）   | 05着 | R1:42.8（37.2）     | -0.8 | 0横山典弘 | 55        | ハイランドピーク       | 474         |
| 0000.10.11 | 大井   | レディスプレリュード  | JpnII   | ダ1800m（良） | 14    | 4     | 6     | 004.80（3人）   | 04着 | R1:54.7（38.1）     | -0.8 | 0横山典弘 | 56        | プリンシアコメータ     | 477         |
| 0000.11.04 | 京都   | JBCレディスクラシック | JpnI    | ダ1800m（良） | 16    | 8     | 16    | 013.10（6人）   | 01着 | R1:50.4（37.3）     | -0.0 | 0横山典弘 | 55        | （ラビットラン）       | 480         |
| 0000.12.02 | 中京   | チャンピオンズC       | GI      | ダ1800m（良） | 15    | 1     | 1     | 040.10（9人）   | 04着 | R1:50.7（36.5）     | -0.6 | 0横山典弘 | 55        | ルヴァンスレーヴ       | 486         |
| 2019.01.20 | 中京   | 東海S                 | GII     | ダ1800m（良） | 13    | 5     | 7     | 007.50（3人）   | 12着 | R1:53.8（39.2）     | -4.0 | 0横山典弘 | 55        | インティ               | 488         |

## 繁殖成績
|       | 馬名                   | 生年   | 性 | 毛色   | 父                         | 馬主     | 厩舎       | 戦績           | 供用 | 出典   |
| ----- | ---------------------- | ------ | -- | ------ | -------------------------- | -------- | ---------- | -------------- | ---- | ------ |
| 初仔  | アズデザイヤ           | 2021年 | 牡 | 鹿毛   | デクラレーションオブウォー |          |            | （デビュー前） |      | [ 8 ]  |
| 2番仔 | アンジュアルディ       | 2022年 | 牝 | 黒鹿毛 | バゴ                       | 安原浩司 | 栗東・昆貢 | 4戦0勝         | 現役 | [ 9 ]  |
| 3番仔 | アンジュデジールの2023 | 2023年 | 牡 | 栗毛   | カリフォルニアクローム     |          |            | （デビュー前） |      | [ 10 ] |

- 2025年4月11日現在

## 血統表
| アンジュデジールの血統          | アンジュデジールの血統                                          | アンジュデジールの血統       | （血統表の出典）             | （血統表の出典） |
| 父系                            | サンデーサイレンス系                                            | サンデーサイレンス系         | サンデーサイレンス系         | [ § 2 ]          |
| 父 ディープインパクト 2002 鹿毛 | 父の父*サンデーサイレンス Sunday Silence 1986 青鹿毛            | Halo                         | Hail to Reason               | Hail to Reason   |
| 父 ディープインパクト 2002 鹿毛 | 父の父*サンデーサイレンス Sunday Silence 1986 青鹿毛            | Halo                         | Cosmah                       |                  |
| 父 ディープインパクト 2002 鹿毛 | 父の父*サンデーサイレンス Sunday Silence 1986 青鹿毛            | Wishing Well                 | Understanding                | Understanding    |
| 父 ディープインパクト 2002 鹿毛 | 父の父*サンデーサイレンス Sunday Silence 1986 青鹿毛            | Wishing Well                 | Mountain Flower              |                  |
| 父 ディープインパクト 2002 鹿毛 | 父の母*ウインドインハーヘア Wind in Her Hair 1991 鹿毛          | Alzao                        | Lyphard                      | Lyphard          |
| 父 ディープインパクト 2002 鹿毛 | 父の母*ウインドインハーヘア Wind in Her Hair 1991 鹿毛          | Alzao                        | Lady Rebecca                 |                  |
| 父 ディープインパクト 2002 鹿毛 | 父の母*ウインドインハーヘア Wind in Her Hair 1991 鹿毛          | Burghclere                   | Busted                       | Busted           |
| 父 ディープインパクト 2002 鹿毛 | 父の母*ウインドインハーヘア Wind in Her Hair 1991 鹿毛          | Burghclere                   | Highclere                    |                  |
| 母 ティックルピンク 2006 栗毛   | 母の父*フレンチデピュティ French Deputy（米） 1992 栗毛         | Deputy Minister              | Vice Regent                  | Vice Regent      |
| 母 ティックルピンク 2006 栗毛   | 母の父*フレンチデピュティ French Deputy（米） 1992 栗毛         | Deputy Minister              | Mint Copy                    |                  |
| 母 ティックルピンク 2006 栗毛   | 母の父*フレンチデピュティ French Deputy（米） 1992 栗毛         | Mitterand                    | Hold Your Peace              | Hold Your Peace  |
| 母 ティックルピンク 2006 栗毛   | 母の父*フレンチデピュティ French Deputy（米） 1992 栗毛         | Mitterand                    | Laredo Lass                  |                  |
| 母 ティックルピンク 2006 栗毛   | 母の母*ブラッシングプリンセス Blushing Princess（米） 1996 栗毛 | Crafty Prospector            | Mr.Prospector                | Mr.Prospector    |
| 母 ティックルピンク 2006 栗毛   | 母の母*ブラッシングプリンセス Blushing Princess（米） 1996 栗毛 | Crafty Prospector            | Gold Digger                  |                  |
| 母 ティックルピンク 2006 栗毛   | 母の母*ブラッシングプリンセス Blushing Princess（米） 1996 栗毛 | Princess Laika               | Blushing Groom               | Blushing Groom   |
| 母 ティックルピンク 2006 栗毛   | 母の母*ブラッシングプリンセス Blushing Princess（米） 1996 栗毛 | Princess Laika               | Cool Mood                    |                  |
| 母系(F-No.)                     | (FN:2-n)                                                        | (FN:2-n)                     | (FN:2-n)                     | [ § 3 ]          |
| 5代内の近親交配                 | Northern Dancer5×5・5＝9.38%                                    | Northern Dancer5×5・5＝9.38% | Northern Dancer5×5・5＝9.38% | [ § 4 ]          |
| 出典                            | 1. 2. 3. 4.                                                     | 1. 2. 3. 4.                  | 1. 2. 3. 4.                  | 1. 2. 3. 4.      |

- 半兄アキトクレッセントはダートOP競走で2勝[14]。母の半弟に2017年の川崎記念勝ち馬オールブラッシュがいる。
- アメリカやカナダで多数のG1馬を輩出する一大牝系に属している。主な活躍馬は以下の通り。
  - 祖母の半姉の仔にHealthy Addiction[15]（2006年サンタマルガリータ招待H）、その仔にMy Sweet Addiction[16]（2015年ヴァニティーS）。
  - 4代母の子孫にWith Approval（1989年カナダ三冠）、Izvestia（1990年カナダ三冠）、Touch Gold（1997年ベルモントS・ハスケル招待H）、Hedonist[17]（1998年サンタアニタオークス）、Haynesfield[18]（2010年ジョッキークラブGCS）、Brilliant Speed[19]（2011年ブルーグラスS）など。
  - 5代母Happy Moodの子孫にはBuryyourbelief[20]（1987年ケンタッキーオークス）、Pretty Discreet[21]（1995年アラバマステークス）、ディスクリートキャット（2006年シガーマイルH、本邦輸入種牡馬）、Discreetly Mine[22]（2010年キングスビショップS）など。